# Water Colours
Water Colours  je první studiové album a druhé dílo amerického elektronického hudebního projektu Swimming With Dolphins. Vyšlo 13. května 2011 na iTunes a obsahuje 10 skladeb plus na iTunes navíc digitální booklet. Bylo složeno Austinem Toftem po odchodu Adama Younga známého hlavně z projektu Owl City.

## Seznam skladeb
| Water Colours | Water Colours              | Water Colours |
| Pořadí        | Název                      | Délka         |
| ------------- | -------------------------- | ------------- |
| 1.            | Holiday                    | 3:59          |
| 2.            | Easy                       | 3:37          |
| 3.            | Sleep To Dream             | 3:28          |
| 4.            | Diplomat                   | 3:28          |
| 5.            | Watercolours               | 3:15          |
| 6.            | Jacques Cousteau           | 3:37          |
| 7.            | I Was A Lover              | 3:34          |
| 8.            | Captured                   | 4:27          |
| 9.            | Happiness (feat. Sunsun)   | 4:27          |
| 10.           | Good Times (feat. Mod Sun) | 3:53          |

## Informace
Album vzniká asi rok poté, co Austin uzavře smlouvu s hudební nahrávací společností Tooth & Nail Records. 5. srpna 2011 Austin na YouTube nahrává oficiální video k prvnímu singlu z tohoto alba – "Sleep To Dream". Ovšem sám singl byl dostupný již před vydáním alba. K této písni a ještě k další písni "Holiday" z nového alba přispěla členka skupiny při tour Sarah Beintker svým zpěvem. Na Water Colours se objevují také umělci jako Sunsun a Mod Sun. Název skladby "Jacques Cousteau" je podle francouzského oceánografa jménem Jacques Cousteau. A také samotné jméno skupiny je inspirováno touto významnou osobností.
Album od kritiků získalo vcelku pozitivní hodnocení s tím, že popisují album jako chytlavé a plné "živého, sladkého synthpopu" spolu s "přemýšlivým textem".
Na žebříčku U.S. Billboard Heatseekers Albums se umístilo na 31 místě a na U.S. Billboard Christian Albums na 40. příčce.

## Tvorba
Swimming With Dolphins
- Austin Tofte – hlavní zpěv, klávesy, klavír, bubny, syntetizéry, programování, audio mixer

Další
- Sarah Beintker – zpěv na track 1 & 3
- Sunsun – zpěv na track 9
- Mod Sun (Derek Smith, dříve z Four Letter Lie) – zpěv na track 10
- Bobby Parker – rohové nástroje na track 8
- Aaron Sprinkle – spoluproducent na track 1, 3, 7 & 8
- Zack Odom – spoluproducent na track 2, 4, 5, 6, 9 & 10
- Kenneth Mount – spoluproducent na track 2, 4, 5, 6, 9 & 10
- Troy Glessner – mastering
- Will Stevenson – management
- Andrew Smith – fotografie

## Videoklipy
K albu vznikly dva lyrické videoklipy, které byly zveřejněny na YouTube, a to k písním "Sleep To Dream" a "Good Times".
Poté byl zveřejněn také celý videoklip k písni "Sleep To Dream".